# Isala Van Diest
Anne Catherine Albertine Isala Van Diest, conocida bajo el nombre de Isala Van Diest (Lovaina, 7 de mayo de 1842-Knokke, 6 de febrero de 1916), fue una médica belga. Fue la primera mujer médica de Bélgica y la primera mujer universitaria belga.

## Biografía
Hija de un cirujano y obstetra, Isala Van Diest recibió, así como sus hermanas, la misma educación que su hermano. Su madre, Elisabeth Génie, los lleva de viaje a Inglaterra, donde entran en contacto con el ambiente progresista. 
La escuela superior secundaria no era todavía en esta época accesible a las mujeres en Bélgica, por lo que es enviada a un pensionado en Berna para prepararla para la universidad. 
A su regreso en 1873, trató de inscribirse en la facultad de medicina de la Universidad católica de Lovaina, pero se enfrentó al rechazo de la jerarquía religiosa y en particular del rector, monseñor Alexandre Namèche, que le propone realizar estudios de matrona Esta proposición fue rechazada por Van Diest y, después de un curso preparatorio en Alemania para reforzar su alemán y sobre todo las matemáticas y el latín, volvió a Berna en el verano de 1874, donde las universidades suizas fueron las primeras de Europa en abrirse a las mujeres.
En 1876, obtiene un doctorado en ciencias naturales y en 1879 su diploma de medicina con una tesis sobre el estado de higiene de las prisiones. En el siglo XIX el debate sobre las prisiones se concentra en el aspecto médico e Isala Van Diest preconiza las reformas del sistema penitenciario.
Ejerció su profesión durante dos años en Inglaterra donde las médicas tenían la libertad de ejercer desde 1866. Atraída por el New Hospital for Women, fundado por Elisabeth Garrett Anderson, la primera médica británica, encuentra feministas inglesas.
De regreso en Bélgica y con el fin de poder hacer reconocer su diploma, está obligada a seguir cursos complementarios en la Universidad libre de Bruselas accesible a las mujeres desde 1880. Con Emma Leclercq, Louise Popelin y Marie Destrée, fue una de las primeras estudiantes de Bélgica. Recién en 1884 mediante un decreto real se le permitió la autorización para abrir su propio consultorio médico en Bruselas, en ese entonces ya tenía 42 años.
Encontró sin embargo todavía más dificultades, teniendo que vencer los prejuicios de sus pacientes y de sus colegas. Hasta 1890, sus pacientes son sobre todo. británicos y estadounidenses, tal vez más habituados a ser tratados por una mujer, así como, de mujeres y niñas.
En 1881 participó en la fundación de la Sociedad de moralidad pública, una organización pluralista presidida por Émile de Laveleye, cuyo objetivo fue de luchar contra la trata internacional de las mujeres y reglamentar la prostitución. En 1889 ingresó en el comité ejecutivo de la organización hasta 1902.
Además de su clientela privada, atendió a las pensionistas del Refugio, un centro de acogida para antiguas prostitutas y de lucha contra la trata mujeres y la prostitución. Fue igualmente partidaria del movimiento abolicionista internacional para la erradicación de la prostitución. Feminista, fundó en 1892 con Marie Popelin, primera mujer belga diplomada en Derecho, la Liga belga del derecho de las mujeres.
En 1902, perdiendo progresivamente la vista, cesó sus actividades y se instaló en Knokke, donde pasó las últimos años de su vida.

## Honores
Isala Van Diest y Marie Popelin figuran juntas en una moneda conmemorativa de dos euros emitidas en cinco millones de ejemplares en 2011 por el Banco Nacional de Bélgica con ocasión del centenario del Día Internacional de la Mujer.
En 1914 fue nombrada presidenta de honor de la exposición De hedendaagse vrouw (La mujer contemporánea) organizada por la ciudad de Amberes.
En 2020 se inauguró un nuevo barrio en Bruselas sobre el antiguo sitio industrial Tour y Taxis. Veintiocho nuevas calles fueron bautizadas (según 1397 proposiciones) una de la cuales es la calle Isala Van Diest. Otras calles llevan igualmente su nombre a Lieja y Gante.
En 2020 un proyecto de investigación sobre la microbiota vaginal en la Universidad de Amberes fue llamado Isala en su homenaje.

## Exposición
La exposición Isala & Louise fue realizada en el Museo M de Lovaina en 2011 en homenaje a Isala Van Diest y Louise Heger.